# Jonathan Spokeyjack
Jonathan Spokeyjack (* 13. November 1998 in Port Vila) ist ein vanuatuischer Fußballspieler.

## Karriere

### Verein
Von der Teouma Academy kommend, wechselte er im Sommer 2016 zum Shepherds United FC und verblieb dort für zwei Jahre. Mitte 2018 ging es dann weiter zu Erakor Golden Star und seit April 2019 ist er nun für den Ifira Black Bird FC aktiv.

### Nationalmannschaft
Mit der vanuatuischen U17 nahm er an der Ozeanienmeisterschaft 2015 teil und mit der U20 an deren Ozeanienmeisterschaft im Jahr 2016, sowie der Weltmeisterschaft 2017. Darauf folgte dann auch noch die Ozeanienmeisterschaft 2019 mit der U23.
Für die A-Nationalmannschaft debütierte er am 18. März 2019 bei einer 1:3-Freundschaftsspielniederlage gegen die Salomonen. Hier stand er auch direkt in der Startelf und sah nach einer gelben Karte in der 40. Minute dann auch noch eine rote in der 84. Minute, womit er das Spielfeld vorzeitig verlassen musste. Nach einem weiteren Freundschaftsspieleinsatz im Juni kam er später auch noch bei einer Partie beim Fußball-Turnier der Pazifikspiele 2019 zum Einsatz.
Nach einer Pause von drei Jahren, wurde er beim MSG Prime Minister’s Cup 2022 und später auch beim Intercontinental Cup 2023 sowie weiteren Freundschaftsspielen eingesetzt. Danach wurde er auch für die Ozeanienmeisterschaft 2024 nominiert und kam in allen Spielen inklusive des Finales, welches gegen Neuseeland verloren wurde, zum Einsatz.